# Bottermien

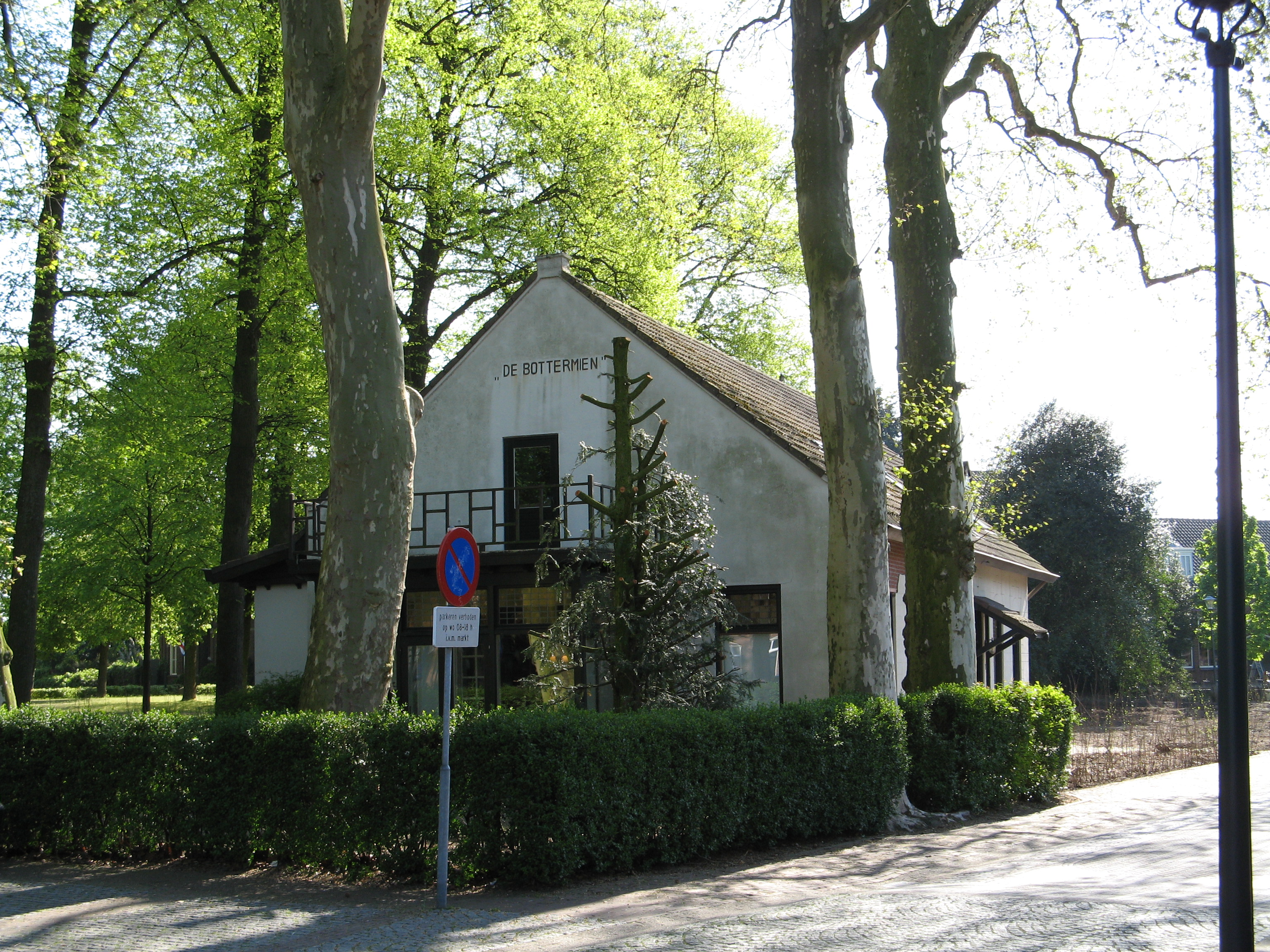
De zijkant van het pand,
de naam Bottermien is bovenin zichtbaar.

De Bottermien is een monumentaal pand in Sint Anthonis in de Nederlandse provincie Noord-Brabant, in 1745 gebouwd als school en onderwijzerswoning.
Het gebouw werd met toestemming van het bisdom Roermond geplaatst op grond van de kerk en bevatte de woning van de onderwijzer, plus een lokaal waarin onderwijs werd gegeven (naast het turfhok en de geitenstal). Toen in 1875 een nieuwe school werd opgeleverd, diende het gebouw van 1879 tot 1910 voor de verkoop (veiling) van boter, totdat deze functie werd overgenomen door een nieuwe zuivelfabriek. Jaarlijks werd er ongeveer 10.000 kilo boter geveild.
De naam "Bottermien" (Nederlands: botermijn) werd aan het huis gegeven door hoofdonderwijzer Willem Christiaans die het pand in 1935 liet verbouwen in de huidige vorm. Voorwaarde bij deze verkoop was dat de enorme platanen moesten blijven staan. In de jaren '80 werd het huis door de familie verkocht aan pastoor Jan Verhoeven, die het bewoonde tot aan diens overlijden in 2005. Bij dat overlijden werd de Bottermien geschonken aan de kerk. De Bottermien ligt aan het centrale dorpsplein de Brink. Sinds juni 2007 is het pand weer in particulier bezit.

## Fotogalerij

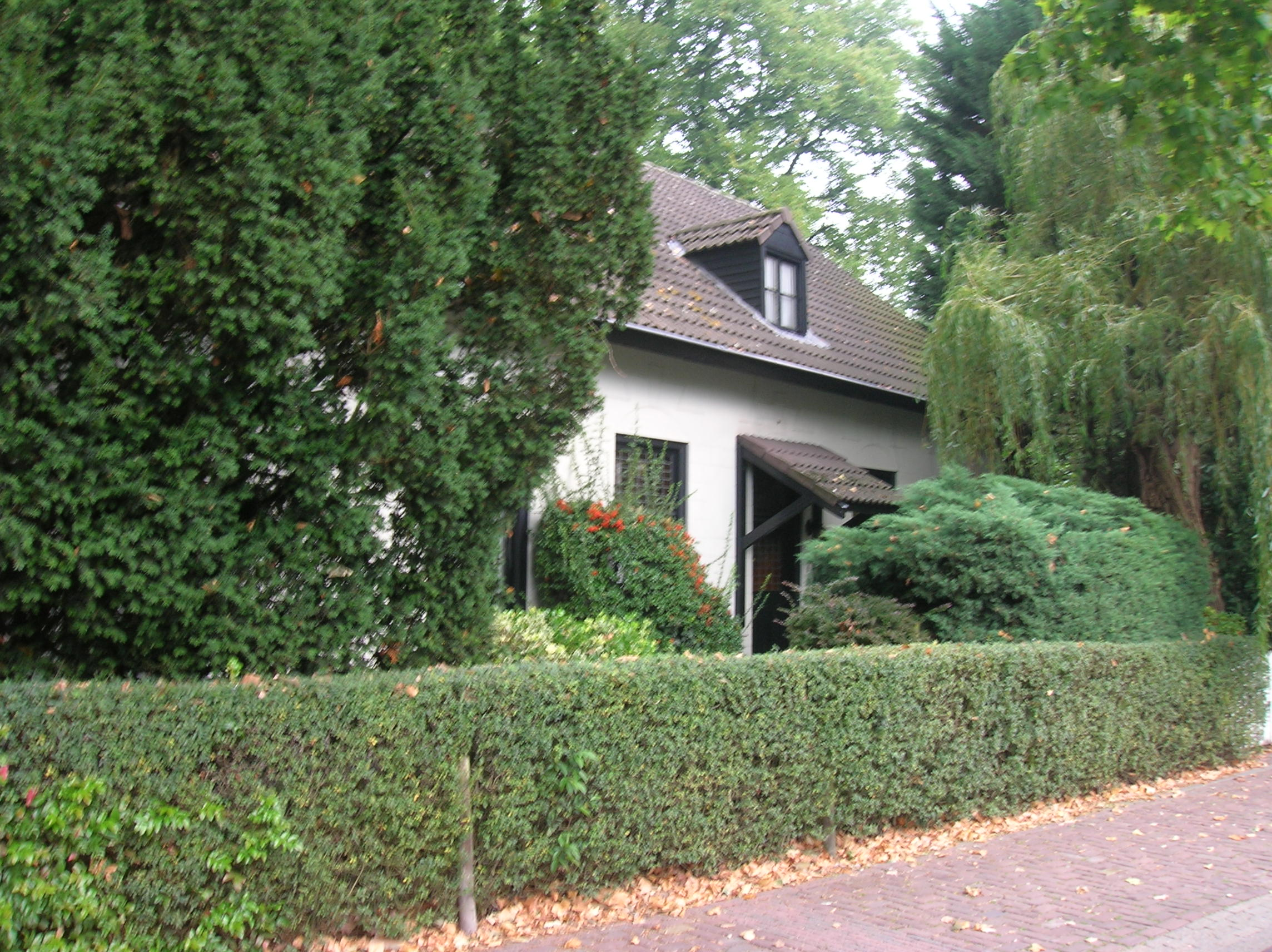
De straatzijde van de Bottermien
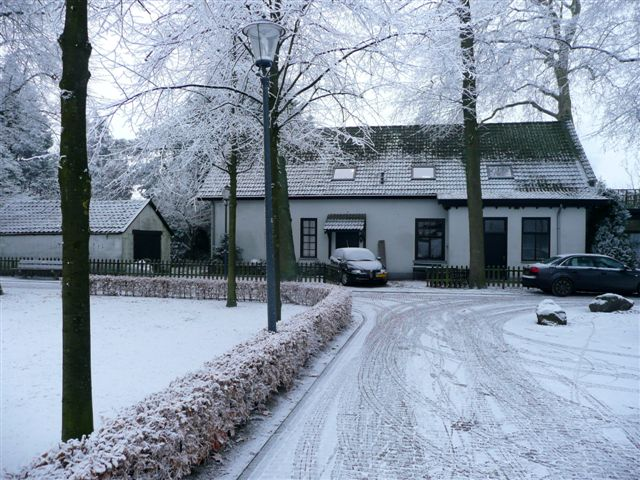
Gezien vanaf de Brink